# Chloridolum vermiculatum
Chloridolum vermiculatum là một loài bọ cánh cứng trong họ Cerambycidae.